# Thank You (альбом Джамали)
«Thank you» (укр. Дякую) — перший мініальбом української співачки Джамали.

## Список пісень
Автор музики Сусана Джамаладінова. 
| #     | Назва            | Автор слів                             | Тривалість |
| ----- | ---------------- | -------------------------------------- | ---------- |
| 1.    | «Заплуталась»    | Вікторія Платова, Сусана Джамаладінова | 5:10       |
| 2.    | «My lover»       | Арт Антонян                            | 3:38       |
| 3.    | «Watch over me»  | Марія Квінтіл                          | 5:47       |
| 4.    | «Perfect man»    | Арт Антонян                            | 3:45       |
| 5.    | «Песня о дружбе» | Вікторія Платова, Сусана Джамаладінова | 5:10       |
| 6.    | «Thank you»      | Арт Антонян                            | 3:22       |
| 27:02 |                  |                                        |            |